# Паккард, Дэвид
Дэвид Паккард (англ. David Packard; 7 сентября 1912 — 26 марта 1996) — американский предприниматель, совместно с Уильямом Хьюлеттом основавший компанию Hewlett-Packard. Член Американского философского общества (1989).

## Биография
Дэвид Паккард родился в Пуэбло, штат Колорадо (США). В 1936 году, после получения диплома бакалавра в Станфордском университете (штат Калифорния), он поступил на работу в компанию General Electric в качестве инженера. Во время работы в General Electric Дэвид жил в одной комнате с другим инженером — Джоном Флюком, создавшим впоследствии крупную компанию, существующую по сей день — Fluke Corporation. Они были соседями по комнате, и остались друзьями на всю жизнь.
В 1938 году он вернулся в Калифорнию, в Пало-Алто, чтобы продолжать учёбу в университете. На следующий год он, уже будучи магистром наук, со своим другом и сокурсником Уильямом Хьюлеттом образовал товарищество, названное Hewlett-Packard Company, с уставным капиталом 538 долларов.
Первым продуктом компании стал RC-генератор звуковой частоты, спроектированный Хьюлеттом во время учёбы. Всё производство компании в то время размещалось в небольшом гараже в Пало-Алто.
Дэвид Паккард оставался партнёром товарищества до 1947 года, когда оно было преобразовано в корпорацию. Тогда Паккард стал её президентом, а в 1964 году он был избран председателем правления и исполнительным директором (CEO) компании.
Паккард покинул основанную им компанию в 1969 году, чтобы стать заместителем министра обороны США во время первого срока правления президента Никсона. Прослужив в этом качестве почти три года, Паккард вышел в отставку в 1971 году и вернулся в Пало-Алто, где снова был избран председателем правления компании Hewlett-Packard.
До самой смерти Дэвид Паккард активно работал во многих общественных и деловых организациях и образовательных учреждениях. Паккард был опекуном Благотворительного Фонда Герберта Гувера, American Enterprise Institute и общества Гувера. Совместно со своей супругой он основал благотворительный фонд, названный их именами (The David and Lucile Packard Foundation). С 1975 по 1982 год он являлся членом комитета по науке и технологиям Американо-советского торгово-экономического совета, а с 1983 по 1985 год — председателем Американо-японской согласительной комиссии. Он также был членом Президентского совета по науке и технологиям с 1990 по 1992 год. Многие университеты США присвоили ему почётные докторские звания.
Сын, профессор Дэвид Вудли Паккард, занимался исследованием классических языков и применением компьютерных методов в дешифровке древних надписей.